# Slaget vid Malvern Hill
Slaget vid Malvern Hill, även känt som slaget vid Poindexter's Farm, var ett fältslag som utspelades den 1 juli 1862 som en del av Sjudagarsslagen under Peninsula-fälttåget i Amerikanska inbördeskriget. Amerikas konfedererade staters Army of Northern Virginia under befäl av general Robert E. Lee och nordstaternas Army of the Potomac under befäl av general George B. McClellan kolliderade med varandra nära Richmond, Virginia. Över femtio tusen soldater från varje sida, med hundratals artilleripjäser och tre kanonbåtar, var inblandade i striden. 
Richmond, konfederationsstaternas huvudstad, var av uppenbar strategisk betydelse för båda sidorna under Peninsula-fälttåget. McClellans försök att inta staden slogs tillbaka upprepade gånger av överbefälhavaren Joseph E. Johnston. Men när Johnston ersattes av Robert E. Lee gick konfederationen på offensiven. Lee inledde ett flertal motattacker mot McClellan och hans armé. Kulmen på motoffensiven var striden vid Malvern Hill.
Nordstaternas femte kår under befäl av Fitz John Porter började med att inta positioner på kullen den 30 juni. Medan McClellans befälhavare lade grunden för striden var McClellan själv inte närvarande under början av slaget, då denne hade bordat det pansarklädda fartyget USS Galena och seglade nerför floden. Konfederationssoldaternas förberedelser hindrades av flera missöden. Dåliga kartor och felaktiga vägledare orsakade att konfederationsgeneralen John Magruder kom för sent till striden, försiktighet orsakade Benjamin Huger att komma för sent och Stonewall Jackson hade problem att samla ihop konfederationensartilleriet. Ändå var det konfederationssoldaterna som inledde striden när artilleriet på vänsterflygeln började beskjuta på unionslinjen. Unionsartilleriet segrade under sin defensiva roll, och flera anfall slogs tillbaka av unionen.
Efter slaget hyllades Lee som räddaren av Richmond i Konfederationsstaternas tidningar. Men McClellan kritiserades hårt för sin frånvaro från slagfältet, ett problem som skulle hemsöka honom när han deltog i presidentvalet 1864. Från Malvern Hill drog McClellan och sina trupper tillbaka till Harrison's Landing där han skulle stanna fram till 16 augusti. Lee drog till Richmond och började förbereda sig för sin nästa operation, då striden vid Malvern Hill i stort sett avslutade Peninsula-fälttåget.